# Dufftown
Dufftown (in gaelico scozzese: Baile Bhainidh), conosciuta anticamente come Mortlach è una cittadina di circa 1.600 abitanti della Scozia nord-orientale, facente parte dell'area amministrativa del Moray (contea tradizionale: Morayshire) e situata nella zona denominata Speyside.

## Etimologia
Il toponimo Dufftown significa "città di Duff", in onore di James Duff, signore del Fife.

## Geografia fisica

### Collocazione
Dufftown si trova ad est del corso del fiume Spey tra Aberlour e Huntly (rispettivamente a sud-est della prima e ad ovest della seconda), a circa 12 km a sud/sud-est di Rothes e a circa 3,5 km ad ovest del villaggio di Auchindoun (noto per il suo castello).

## Società

### Evoluzione demografica
Al censimento del 2011, Dufftown contava una popolazione pari a 1.667 abitanti. Nel 2001, ne contava invece 1.546, mentre nel 1991 ne contava 1.622.

## Storia
La zona in cui sorge Dufftown era un tempo abitata dai Pitti.
Nel 556, San Moulag fondò una chiesa in loco, facendo di Mortlach (l'attuale Dufftown) uno dei più antichi insediamenti cristiani della Scozia.
Fu poi nel 1817 che il signore del Fife James Duff fondò il villaggio di Dufftown.

## Edifici e luoghi d'interesse

### Balvenie Castle
Nella parte settentrionale della città si trova il Balvenie Castle, costruito nel XIII secolo per volere di William Comyn o di suo figlio Alexander Comyn.
|  |

## Sport
- Dufftown Football Club, squadra di calcio[8]